# Murach (Adelsgeschlecht)

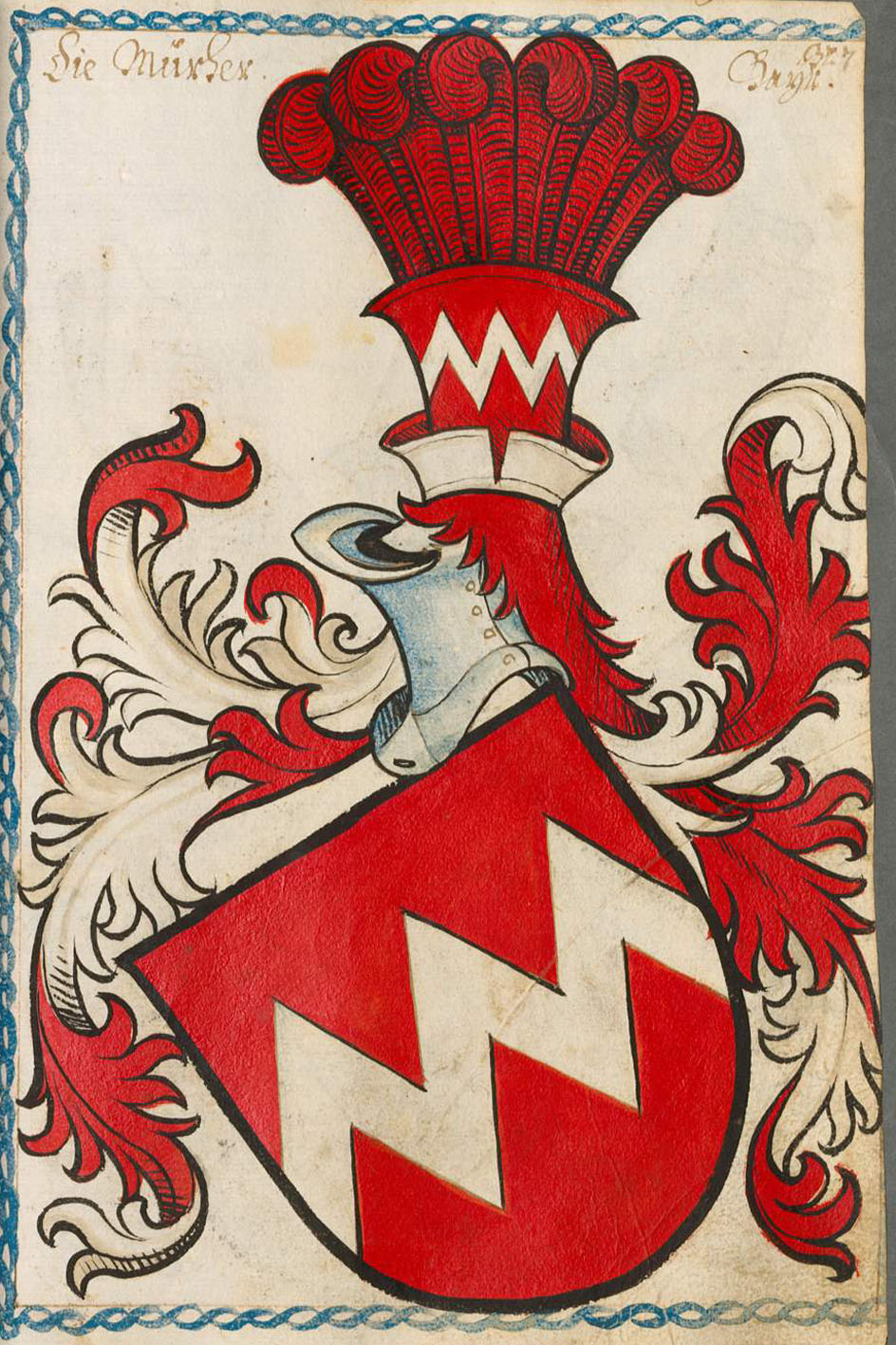
Wappen der Familie in Scheiblers Wappenbuch

Die Familie von Murach war ein bayerisches Rittergeschlecht mit Besitzungen in der Oberpfalz.

## Ursprung
Der Name Murach ist identisch mit dem Namen der Burg Murach bei  der Ortschaft Obermurach. Unten im Tal liegt die Ortschaft Niedermurach am Fluss  Murach. Die ersten bekannten Vorfahren der Muracher gelten als Ministeriale der Grafen von Sulzbach und Grafen von Ortenburg. Die Sulzbacher sollen die Burg Murach vor dem 12. Jahrhundert errichtet haben, während die Muracher vor Ort Herrschaftsaufgaben wahrgenommen haben.
Auf einem Turnier zu Rothenburg ob der Tauber war 942 wohl eine „Jungfrau von Murach“ anwesend. Erstmals historisch nachweisbar ist der Name von Murach in Verbindung mit Berengar von Sulzbach. Ein „Gerunch de Mourach“ war 1110 Begleiter von Berengar I. von Sulzbach.
Die Familie breitete sich früh in anderen Regionen der Oberpfalz aus und später auch darüber hinaus.

## Geschichte
Als Stammsitz der Muracher kann Niedermurach betrachtet werden. Sie waren Hofmarksherren von Niedermurach und besaßen dort auch ein Schloss, dessen Reste allerdings 1972 vollständig abgetragen wurden. In der Pfarrkirche in Niedermurach erinnern einige beschriftete Steinplatten an Angehörige der Familie von Murach. Wann der Freiherrentitel verliehen wurde, ist nicht bekannt.
Angehörige der Familie waren Pfleger oder Richter zu Murach, Schwarzenburg, Nabburg, Cham, Lengenfeld und Hirschberg, sowie Bergwerksinhaber in Altfalter. Konrad von Murach war Prior des Klosters Schönthal. Sie waren darüber hinaus Erbschenke in Bayern, bayerische Kämmerer und Ritter des Georgsordens. Franz Christoph Freiherr von Murach war General von Kurtrier und Kommandant der Festung Ehrenbreitstein.
Muracher beteiligten sich in führender Rolle 1492 am Löwlerkrieg gegen den Herzog von Bayern Albrecht IV.
Frauen des Geschlechts derer von Murach waren Äbtissinnen des Kanonissenstiftes Obermünster in Regensburg. Juliane von Murach war Äbtissin in Hösbach.
Letzter männlicher Nachkomme des Geschlechts war Karl Freiherr von Murach. Er starb am 21. September 1836 in Neunburg vorm Wald.

## Besitzungen
- Niedermurach (bis 1836)
- Altfalter (1346–1836)
- Guteneck (1272–1574)
- Stamsried
- Thanstein
- Tännesberg
- Flügelsberg (1340 (ein Drittel) – 1410 (komplett) – 1480)
- Eggersberg (1417–1435)
- Schönau
- Bertholzhofener Schlösschen (vor 1514)

## Persönlichkeiten
- Engelhard von Murach († 1436) Abt von Reichenbach
- Thomas Philipp von Murach († 1584) baute das Pellerschloss wieder auf
- Andreas Georg von Murach († 1585) Herrschaftsbesitzer von Winklarn und Landmarschall der Oberpfalz
- Christoph Gottfried von Murach (1656–1702), Pfleger auf der Burg Obermurach
- Eva Sophie von Murach (1695–1765), Tochter von Christoph Gottfried und Ehefrau des Carl Siegmund Graf und Herr von Aufseß
- Franz Anton Christoph von Murach (18. Jh.) Kommandant der Festung Ehrenbreitstein